# Zubrohlava
Zubrohlava je obec na Slovensku v okrese Námestovo.

## Historie
První známá písemná zmínka o obci pochází z roku 1550. V obci je římskokatolický kostel svatého Petra a Pavla z 18. století.

## Geografie
Obec se nachází v nadmořské výšce 624 metrů a rozkládá se na ploše 15,26 km². K 31. prosinci roku 2017 žilo v obci 2 300 obyvatel.

## Osobnosti
- Ján Gustini (1712–1777), náboženský spisovatel, církevní hodnostář
- Eva Kurjaková, regionální historička a sběratelka lidových pověstí
- Miloš Čiernik, vzpěrač, účastník letních olympijských her